# Jared Wilson
Jared Deshon Wilson (5 giugno 2003) è un giocatore di football americano statunitense che milita nel ruolo di centro per i New England Patriots della National Football League (NFL).

## Carriera universitaria
Wilson giocò 21 gare come riserva a Georgia dal 2021 al 2023, vincendo due titoli nazionali consecutivi. Nel 2024 divenne il centro titolare, venendo inserito nella formazione ideale della Southeastern Conference.

## Carriera professionistica

### New England Patriots
Wilson fu scelto dai New England Patriots nel corso del terzo giro (95º assoluto) del Draft NFL 2025.